# Profiel economie en maatschappij
Economie & Maatschappij is een van de 'profielen' (vakkenpakketten) in de tweede fase van het voortgezet onderwijs (havo en vwo) in Nederland, sinds de invoering van het tweede-fase-systeem in 1999. De andere profielen zijn Cultuur & Maatschappij, Natuur & Gezondheid en Natuur & Techniek.

## Vervolgopleiding
In theorie is het nuttig om al zo vroeg mogelijk te specialiseren voor een vervolgopleiding of een beroepsrichting. Veel universiteiten of studierichtingen stellen echter geen eisen aan het gekozen profiel, waarschijnlijk omdat men zo veel mogelijk studenten wil hebben. 
Verwacht mag echter worden dat de keuze van dit profiel nuttig is voor studierichtingen als economie, recht, sociologie, psychologie en bedrijfskunde.

## Vakken
| Gemeenschappelijk deel                 | Gemeenschappelijk deel | Gemeenschappelijk deel | Gemeenschappelijk deel | Gemeenschappelijk deel | Gemeenschappelijk deel | Gemeenschappelijk deel |
| Vak                                    | SLU                    | SLU                    | afkorting              | examinering            | examinering            | opmerkingen |
| Vak                                    | havo                   | vwo                    | afkorting              | SE                     | CE                     | opmerkingen |
| -------------------------------------- | ---------------------- | ---------------------- | ---------------------- | ---------------------- | ---------------------- | --- |
| Nederlandse taal en literatuur         | 400                    | 480                    | netl                   | Ja                     | Ja                     | |
| Engelse taal en literatuur             | 360                    | 400                    | entl                   | Ja                     | Ja                     | |
| moderne vreemde taal                   |                        | 480                    |                        | Ja                     | Ja                     | alleen op het atheneum. |
| Latijnse of Griekse taal en literatuur |                        | 600                    | latl/grtl              | Ja                     | Ja                     | alleen op het gymnasium |
| maatschappijleer                       | 120                    | 120                    | maat                   | Ja                     | Nee                    | |
| lichamelijke opvoeding                 | 120                    | 160                    | lo                     | Ja                     | Nee                    | |
| culturele en kunstzinnige vorming      | 120                    | 160                    | ckv                    | Ja                     | Nee                    | |
| klassieke culturele vorming            |                        | 160                    | kcv                    | Ja                     | Nee                    | alleen op het vwo en in plaats van ckv. Op het gymnasium verplicht. Op het atheneum ter keuze van de leerling, voor zover de school die keuze aanbiedt. |
| algemene natuurwetenschappen           |                        | 120                    | anw                    | Ja                     | Nee                    | alleen op het vwo, sinds 2015 niet meer verplicht |
| profielwerkstuk                        | 80                     | 80                     | (pws)                  | nvt                    | nvt                    | |
| Profielvakken                          |                        |                        |                        |                        |                        | |
| wiskunde A of B                        | 320/360                | 520/600                | wisA/wisB              | Ja                     | Ja                     | op sommige scholen kan niet tussen wiskunde A of B gekozen worden.                                                                                      |
| economie                               | 400                    | 480                    | econ                   | Ja                     | Ja                     | |
| geschiedenis                           | 320                    | 440                    | ges                    | Ja                     | Ja                     | |
| één vak uit deze profielkeuzevakken    |                        |                        |                        |                        |                        | |
| bedrijfseconomie                       | 320                    | 440                    | be                     | Ja                     | Ja                     | |
| aardrijkskunde                         | 320                    | 440                    | ak                     | Ja                     | Ja                     | |
| maatschappijwetenschappen              | 320                    | 440                    | maw                    | Ja                     | Ja                     | |
| moderne vreemde taal                   | 400                    | 480                    |                        | Ja                     | Ja                     | [ 1 ] |
| vrij deel                              |                        |                        |                        |                        |                        | |
| keuze-examenvak                        | 320                    | 440                    |                        | Ja                     | Nee                    | [ 2 ] |
| geheel vrij deel                       | 320                    | 480                    |                        | Ja                     | Ja                     | Scholen kunnen hun eigen invulling geven, zie hieronder.                                                                                                |
| godsdienst                             |                        |                        | gds                    | Ja                     | Nee                    | |
| loopbaanoriëntatie en begeleiding      |                        |                        |                        | nvt                    | nvt                    | |
| excursie                               |                        |                        | (exc)                  | nvt                    | nvt                    | |
| leerlingenactiviteiten                 |                        |                        |                        | nvt                    | nvt                    | |
| extra examenvak                        |                        |                        |                        | Ja                     | Ja                     | [ 2 ] |

Natuur en Gezondheid · Natuur en Techniek · Cultuur en Maatschappij · Economie en Maatschappij

Combinatieprofielen: Natuur, Techniek & Gezondheid · Economie, Cultuur & Maatschappij